# Hydrovatus clypealis
Hydrovatus clypealis är en skalbaggsart som beskrevs av Sharp 1876. Hydrovatus clypealis ingår i släktet Hydrovatus och familjen dykare. Inga underarter finns listade i Catalogue of Life.

## Bildgalleri

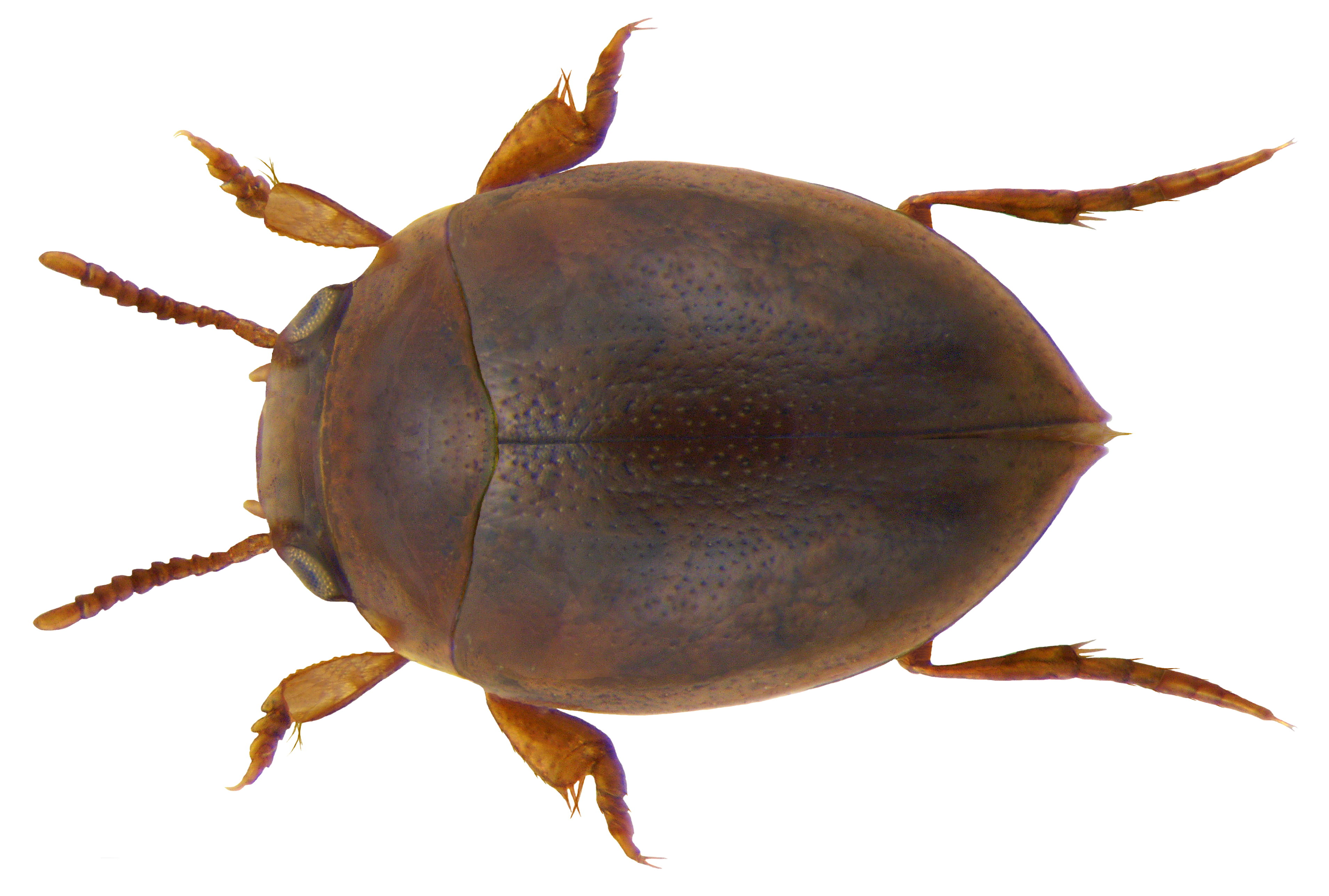